# Смртна казна у Европи
Смртна казна потпуно је укинута у свим европским земљама, осим Белорусије и Русије. Русија има мораторијум и не спроводи погубљења од 1999. Апсолутна забрана смртне казне дефинисана је у Повељи о основним правима Европске уније (ЕУ) и у два усвојена протокола Европске конвенције о људским правима Савета Европе, па се стога сматра централном вредношћу. Од свих модерних европских земаља, Сан Марино, Португалија и Холандија први су укинули смртну казну, док је само Белорусија још практикује у неком облику. Летонија је 2012. постала последња држава чланица Европске уније која је укинула смртну казну у време рата.
Године 2019, у Европи је укинута смртна казна за цивилне и војне злочине у свим земљама сем Белорусије.
У Русији је смртна казна суспендована на неодређено време (под мораторијумом) 1996.
Осим Белорусије, која је 2018. прописала две смртне казне, последње погубљење догодило се у Украјини 1997.